# John Deighton
John Deighton (listopad 1830 Hull, Spojené království – 29. května 1875 Vancouver, Britská Kolumbie, Kanada), známý po jménem Gassy Jack, byl anglický obchodník, majitel baru a kapitán. Ve Vancouveru po něm nese jméno historická čtvrť Gastown.

## Život
Mezi lety 1862 až 1867 John Deighton vedl bar ve městě New Westminster v Britské Kolumbii. Později si otevřel bar Globe Saloon na jižní straně fjordu Burrard. Postavil ho společně s dělníky z pily Hastings Mill a námořníky za příslib tolika whisky, kterou zvládnou vypít na jedno posezení. Při založení města Granville byl bar zbourán a následně znovu postaven pod novým názvem Deighton House. Bratr Tom Deighton a jeho žena převzali bar v roce 1874 a John Deighton začal pracovat na parníku plujícím po řece Fraser. Avšak po rodinné hádce o několik měsíců později opět bar převzal John Deighton a vedl ho až do své smrti následující rok.
Johna Deightona pro jeho vypravěčské nadání a družnou povahu přezdívali Gassy Jack. Toto jméno se vžilo a oblast v okolí baru je dnes známa jako Gastown.
John Deighton je pohřben ve městě New Westminster na hřbitově Forest Lawn Cemetery.